# Mesochorus alaskensis
Mesochorus alaskensis är en stekelart som beskrevs av Dasch 1971. Mesochorus alaskensis ingår i släktet Mesochorus och familjen brokparasitsteklar. Inga underarter finns listade i Catalogue of Life.